# Gurnee
Gurnee est un village du comté de Lake dans l'État de l'Illinois, aux États-Unis.